# Per Johan Bråkenhielm
Per Johan Bråkenhielm, född 8 september 1840 i Malmö, död 27 oktober 1910 i Stockholm, var en svensk jurist och ämbetsman.

## Biografi
Bråkenhielm var son till landssekreteraren i Malmöhus län Carl Gustaf Bråkenhielm och Fredrik Charlotta, född Herslow. Han blev student vid Lunds universitet 1857, avlade kansliexamen 1858 och examen till rättegångsverken år 1861 samt blev vice häradshövding 1866. År 1861 blev han auskultant i Hovrätten över Skåne och Blekinge, 1872 assessor i Göta hovrätt, 1874 konstituerad revisionssekreterare och 1876 underståthållare i Stockholm. Den 12 juni 1895 utnämndes han till landshövding i Uppsala län och ståthållare på Uppsala slott. Från 1895 var han ordförande i styrelsen för Ultuna lantbruksinstitut. År 1907 erhåll han Uppsala läns hushållningssällskaps guldmedalj. Bråkenhielm var även ordförande i Uppsala läns fångvårdsförening och i direktionen för Uppsala hospital och asyl, Prins Gustafs folkskola och Tekniska aftonskolan. Bråkenhielm var initiativtagare till den omfattande restaurering av Uppsala slott som inleddes 1904. Den 2 augusti 1907 begärde och erhöll Bråkenhielm avsked från landshövdingebefattningen. Han utsågs samma år till juris hedersdoktor vid Uppsala universitet.
Per Johan Bråkenhielm gifte sig 1869 med Margaret Kinnear Jobson (1846–1906) från Dundee i Skottland. Makarna är begravda på Norra begravningsplatsen utanför Stockholm.

## Utmärkelser

### Svenska utmärkelser
- Kommendör med stora korset av Nordstjärneorden, 1 december 1893.[4]
- Kommendör av första klassen av Nordstjärneorden, 1 december 1882.[4]
- Riddare av Nordstjärneorden, 1 december 1876.[4]
- Kommendör med stora korset av Vasaorden, 6 juni 1907.[4]

### Utländska utmärkelser
- Andra klassen av Osmanska rikets Osmanié-orden, 1891.[4]
- Storkorset av Portugisiska Kristusorden, november 1886.[4]
- Riddare av andra klassen med kraschan av Preussiska Röda örns orden, 1895.[4]